# مغازلة الحجر
مغازلة الحجر (بالإنجليزية: Romancing the Stone)‏ هو فيلم مغامرة تم إنتاجه في الولايات المتحدة وصدر في سنة 1984. الفيلم من إخراج روبرت زيميكس.

## بطولة
- مايكل دوغلاس
- كاثلين ترنر
- داني ديفيتو

## الميزانية والإيرادات
بلغت تكلفة إنتاج الفيلم حوالي 10 ملايين دولار بينما حقق أرباحا تقدر بـ 86,572,238 دولار.

## وصلات خارجية
- مغازلة الحجر على موقع IMDb (الإنجليزية)
- مغازلة الحجر على موقع ميتاكريتيك (الإنجليزية)
- مغازلة الحجر على موقع الموسوعة البريطانية (الإنجليزية)
- مغازلة الحجر على موقع روتن توميتوز (الإنجليزية)
- مغازلة الحجر على موقع نتفليكس (الإنجليزية)
- مغازلة الحجر على موقع قاعدة بيانات الأفلام العربية
- مغازلة الحجر على موقع ألو سيني (الفرنسية)
- مغازلة الحجر على موقع Turner Classic Movies (الإنجليزية)
- مغازلة الحجر على موقع أول موفي (الإنجليزية)
- مغازلة الحجر على موقع بوكس أوفيس موجو (الإنجليزية)

1. ↑  "معلومات عن مغازلة الحجر على موقع netflix.com". netflix.com. مؤرشف من الأصل في 2020-11-12.
2. ↑  "معلومات عن مغازلة الحجر على موقع catalog.afi.com". catalog.afi.com. مؤرشف من الأصل في 2020-10-17.
3. ↑  "معلومات عن مغازلة الحجر على موقع moviepilot.de". moviepilot.de. مؤرشف من الأصل في 2021-04-24.